# Добрік (Румунія)
Добрік (рум. Dobric) — село у повіті Бистриця-Несеуд в Румунії. Входить до складу комуни Кеяну-Мік.
Село розташоване на відстані 347 км на північний захід від Бухареста, 30 км на північний захід від Бистриці, 65 км на північний схід від Клуж-Напоки.

## Населення
За даними перепису населення 2002 року у селі проживали 1133 особи, усі — румуни. Усі жителі села рідною мовою назвали румунську.